# Guillermo Lavín
Guillermo Lavín es un escritor mexicano, nacido en Ciudad Victoria, Tamaulipas.

## Obras

### Libros
En 1994 el Fondo Editorial Tierra Adentro publicó su libro Final de Cuento; el mismo año la editorial Roca publicó Frontera de espejos rotos, volumen colectivo que incluye uno de sus cuentos. Es coautor de Tamaulipas, Tierra del Bernal, Cd. Victoria, Tam., 1986. En 1997 publicó el ensayo En el lomo del libro, editado por el CECAT, colección Letras en el borde, México. A seis años. Política Cultural Tamaulipeca 1993-1999. CECAT, México. Antología del Certamen Alberto Magno de Fantasía Científica. UPV. España. Antologado en Cosmos Latinos. An Anthology of Science Fiction from Latin America and Spain. Compilada por Andrea L. Bell y Yolanda Molina-Gavilán. Wesleyan University Press, julio de 2003, USA. En 2013 se publicó La Palabra de Dios. Relatos. Colección Agua Firme. ITCA-CONACULTA. México.
En 1999 obtuvo el 2º Premio Alberto Magno, con el relato La palabra de Dios convocado en España por la UPV. Fundador y codirector de la revista de literatura A Quien Corresponda (1985-2003), que dos veces obtuvo el Premio Nacional Tierra Adentro (FONCA-México) y merecedora del Premio Nacional Edmundo Valadés en tres ocasiones, publicó su último ejemplar, el 112, en el 2003.

### Cuentos
Ha publicado cuentos en diversas revistas nacionales y regionales; entre otras: Cuento, revista de Imaginación; Ciencia y Desarrollo; Punto; Mar Abierta; Tamaulipas en la Cultura; A Duras Páginas; Umbrales; EstaCosa (revista digital de libre especulación); OtraCosa (digital);Blanco Móvil; Axxón (de Argentina); Revista Virtual AdAstra (España, mayo de 1998), en el suplemento de Siempre!, entre otras.
Fue socio fundador de la Asociación Mexicana de Ciencia Ficción y Fantasía en 1992.
Ha coordinado talleres literarios en Ciudad Victoria, Tamaulipas y en Nuevo Laredo, México.